# Tithorea tagarma
Tithorea tagarma är en fjärilsart som beskrevs av William Chapman Hewitson 1874. Tithorea tagarma ingår i släktet Tithorea och familjen praktfjärilar. Inga underarter finns listade i Catalogue of Life.